# Jüdischer Friedhof Deichbruchstraße

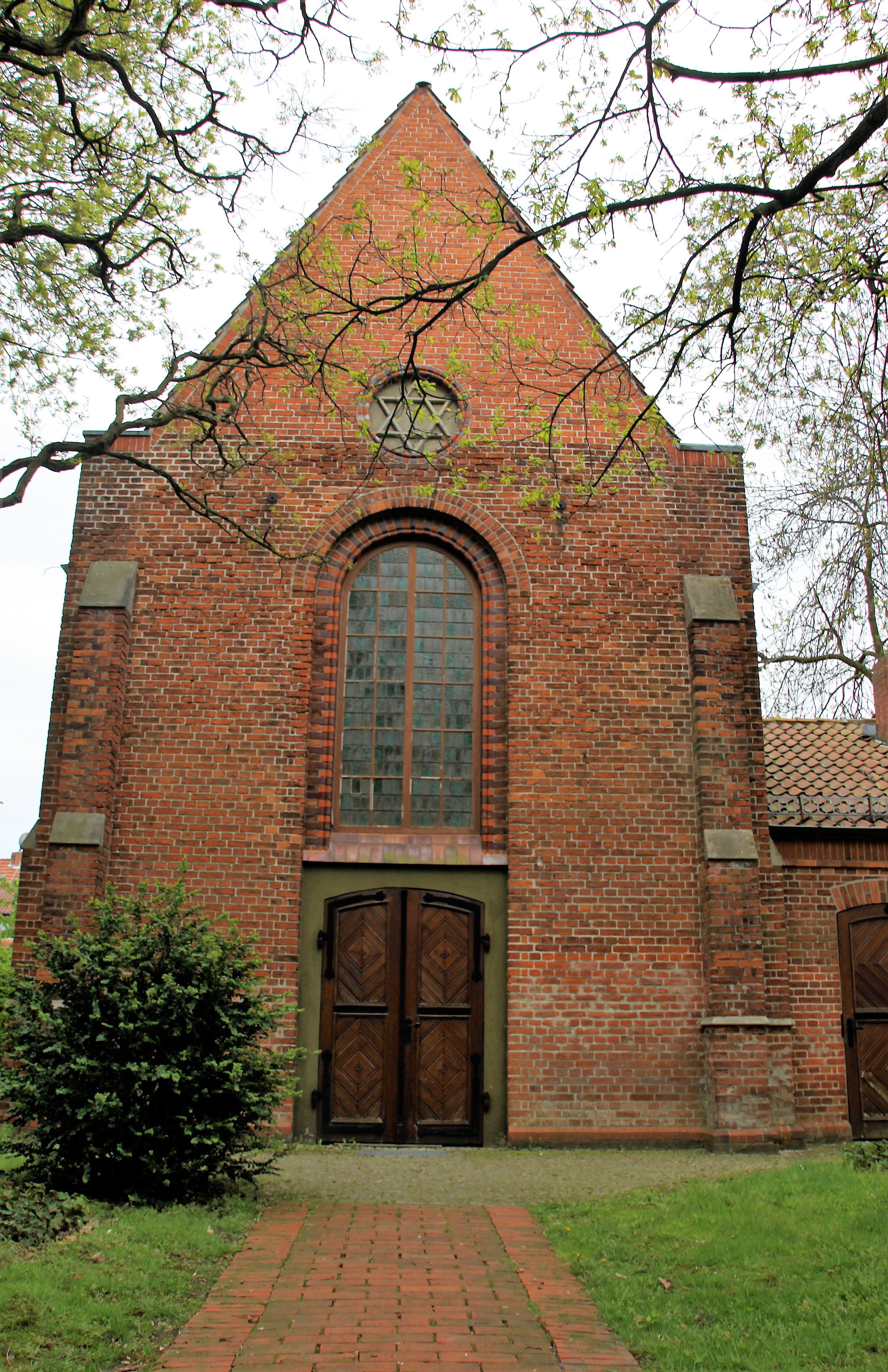
Trauerhalle

Der Jüdische Friedhof Deichbruchstraße ist ein Jüdischer Friedhof im Bremer Stadtteil Hemelingen im Ortsteil Hastedt in der Deichbruchstraße. Auf ihm befinden sich etwa 900 Grabsteine.

## Geschichte
Der Friedhof wurde von 1796 an bis heute belegt. Seit 1803 ist er offizieller jüdischer Friedhof der Stadt Bremen.
Während der Novemberpogrome 1938 in der Nacht vom 9. auf den 10. November wurde der jüdische Friedhof verwüstet; viele Gräber wurden geschändet. Gleich nach Kriegsende wurden die ersten Zerstörungen beseitigt. 1952 wurde die Trauerhalle wiedererrichtet und eingeweiht; ein Ehrenmal für die Opfer der jüdischen Gemeinde wurde enthüllt. Seit 1978 steht der Friedhof unter Denkmalschutz.
Im August 2010 warfen unbekannten Täter 12 Grabsteine um. Dazu der damalige Bremer Bürgermeister Jens Böhrnsen: „Mich schockiert immer wieder, dass es solche Idioten gibt, die nichts gelernt haben und die mit solchen Taten provozieren wollen.“
Seit 2008 gibt es einen zweiten jüdischen Friedhof in Bremen: Der Jüdische Friedhof Riensberg befindet sich unmittelbar neben dem Riensberger Friedhof im Bremer Stadtteil Schwachhausen.